# Dmytro Klaczkiwski
Dmytro (Roman) Semenowycz Klaczkiwski (ukr. Дмитро (Роман) Семенович Клячківський), pseudonimy: „Kłym Sawur”, „Ochrim”, „Biłasz” (ur. 4 listopada 1911 w Zbarażu, zm. 12 lutego 1945 pod miejscowością Orżewskie Chutory niedaleko Równego) – ukraiński działacz nacjonalistyczny, pułkownik UPA, dowódca UPA-Północ, członek Prowidu OUN, zbrodniarz wojenny. Jeden z inicjatorów i główny kierujący rzezią wołyńską.

## Życiorys

### Dzieciństwo i młodość
Według pewnych źródeł miał urodzić się w chłopskiej rodzinie, a według innych był synem urzędnika bankowego. Ukończył gimnazjum w Stanisławowie, studiował prawo na Uniwersytecie Lwowskim, odbył służbę w polskim wojsku. Od 1934 pracował w zarządzie spółdzielni Narodna Torhiwla w Stanisławowie.

### Działalność polityczna
Wstąpił do OUN. W roku 1937 trafił do więzienia. W 1938 został członkiem zarządu do organizacji Sokił w Zbarażu. W latach 1939–1940 pełnił funkcję przewodniczącego Junactwa OUN w rejonie Stanisławowa. Po agresji radzieckiej na Polskę został aresztowany przez lwowskie NKWD, w pokazowym tzw. procesie 59 był jednym z 42 członków OUN skazanych na karę śmierci, jednak została ona zamieniona na karę łagru. Wydostał się na wolność w lipcu 1941, po wybuchu wojny niemiecko-radzieckiej. Objął stanowisko przewodniczącego OUN miasta Lwowa.
W styczniu 1942 brał udział w II konferencji OUN-B, która miała miejsce na wsi, około 25 km od Lwowa. Decyzją konferencji Klaczkiwski wszedł do Centralnego Prowidu organizacji jako prowidnyk Wołynia i Polesia (dzisiejsze obwody wołyński i rówieński). W tym samym roku współtworzył ukraińskie oddziały partyzanckie na Wołyniu, obejmując kierownictwo nad skierowanymi z Galicji grupami bojowymi OUN. W ten sposób zaczęła powstawać Ukraińska Powstańcza Armia. Podczas III Konferencji OUN, która miała miejsce w dniach 17–23 lutego 1943, należał do działaczy wskazujących jako największych wrogów Polaków.
Po masowej dezercji ukraińskiej policji i rozwoju partyzantki ukraińskiej kierował jej działaniami, początkowo razem z Wasylem Iwachiwem, a po jego śmierci 13 maja 1943 w walce z Niemcami – samodzielnie. W tym samym miesiącu zdecydował o objęciu na zdobytych przez UPA terenach całej władzy, z podporządkowaniem lokalnych komórek OUN. Ponadto Klaczkiwski polecił tworzyć oddziały samoobrony w każdej wsi. 15 sierpnia 1943 kolejnym dekretem wprowadzał własność prywatną na obszarach zajętych przez UPA, uznanych za zalążek wolnej Ukrainy. 29 sierpnia 1943 nakazywał zamienić każdą wieś w warownię. Chłopi mieli przechodzić przeszkolenie wojskowe, by móc w razie potrzeby bronić zamieszkiwanej miejscowości, zaś na terenie wsi miały powstawać systemy umocnień i kryjówek. Wielu członków tak powstałych formacji samoobrony weszło po wkroczeniu Armii Czerwonej do Samooboronnych Kuszczowych Widdiłów. We wrześniu wydał polecenie dokonywania na tych obszarach parcelacji porzuconych gospodarstw (przedwojennej własności Polaków), polecił organizację szkolnictwa w języku ukraińskim na poziomie podstawowym oraz wyborów do samorządów lokalnych. UPA zwiększała również swoje szeregi, prowadząc rekrutację ochotników oraz przymusowy nabór.
W 1944 roku został mianowany majorem. Po wejściu Armii Czerwonej na Wołyń był jednym z inicjatorów powstania Rewolucyjnej Organizacji Narodowo-Wyzwoleńczej (obok Wasyla Kuka, Jakiwa Busła i Rostysława Wołoszyna). Miała ona zastąpić przestarzałą zdaniem jej twórców OUN i dopuścić do kierownictwa przedstawicieli również innych narodów walczących o niepodległość. Klaczkiwski został w niej przewodniczącym referatu wojskowego. Jesienią 1944, w czasie posiedzenia Centralnego Prowidu, twórcy organizacji zrezygnowali jednak z jej rozwijania, przekonani do tego przez Szuchewycza, który twierdził, że rezygnacja ze znanej ludności nazwy może doprowadzić do utraty części poparcia. Klaczkiwski opowiedział się w tej sytuacji za całkowitą rezygnacją z nowej organizacji (dyskutowana była koncepcja posługiwania się nazwą OUN wewnątrz organizacji i NWRO na zewnątrz).
W dniach 21–25 sierpnia 1943 brał udział w III Zjeździe OUN we wsi Złota Swoboda, gdzie Mykoła Łebed i Mychajło Stepaniak skrytykowali taktykę UPA na Wołyniu, określając działania podjęte przeciwko Polakom jako „bandyckie”. Grupa działaczy OUN z Wołynia podjęła jednak obronę „Kłyma Sawura”, domagając się powtórzenia doświadczeń z Wołynia także na terenie Galicji. Ostatecznie zwolennicy Klaczkiwskiego znaleźli się na zjeździe w większości. Jak relacjonował następnie Stepaniak:

W obronie postępowania „Kłyma Sawura” z Polakami wypowiadali się szczególnie energicznie „Horbenko”, „Hałyna”, „Iwaniw” oraz Szuchewycz. (...) Ponieważ całe biuro Prowidu wystąpiło w obronie „Kłyma Sawura”, „Wielkie Zebranie” usprawiedliwiło jego działania, choć w oficjalnych uchwałach kongresu nie zostało to odzwierciedlone

Roman Szuchewycz początkowo miał pewne zastrzeżenia do wołyńskiej taktyki Klaczkiwskiego, które jednak zniknęły po jego wizycie na Wołyniu jesienią 1943. 27 sierpnia 1943 na mocy rozkazu nr 3 Klaczkiwski stanął na czele Głównego Dowództwa UPA. W końcu tego samego roku, po reorganizacji sił UPA, został dowódcą grupy armii UPA-Piwnicz (Północ).

#### Odpowiedzialność za rzeź wołyńską
Z jego inicjatywy oddziały UPA rozpoczęły rzeź wołyńską. Chociaż Klaczkiwski uważał za główny cel działań podległych mu oddziałów walkę z Niemcami i Sowietami, równocześnie uznał za nieodzowne wyeliminowanie „elementów niepożądanych, do których OUN zaliczała również Polaków. W czerwcu 1943 roku wydał tajną dyrektywę dowództwa UPA-„Piwnicz” w sprawie przeprowadzenia wielkiej akcji wymordowania polskiej ludności męskiej w wieku od 16 do 60 lat.

(...) powinniśmy przeprowadzić wielką akcję likwidacji polskiego elementu. Przy odejściu wojsk niemieckich należy wykorzystać ten dogodny moment dla zlikwidowania całej ludności męskiej w wieku od 16 do 60 lat (...) Tej walki nie możemy przegrać, i za każdą cenę trzeba osłabić polskie siły. Leśne wsie oraz wioski położone obok leśnych masywów powinny zniknąć z powierzchni ziemi.

Rozkaz ten Klaczkiwski przekazał dowódcom UPA na obszarze zachodniego Wołynia. Jak zeznawał po pojmaniu przez NKWD Jurij Stelmaszczuk:

W czerwcu 1943 roku przedstawiciel centralnego prowidu OUN „Kłym Sawur” przekazał mi ustnie tajną dyrektywę Centralnego Prowidu OUN o powszechnej fizycznej likwidacji całej ludności polskiej, zamieszkałej na terytorium zachodnich obwodów Ukrainy

Polecenie opisywane przez Stelmaszczuka wyraźnie różniło się od ustaleń III konferencji OUN-B z lutego 1943, która nakazywała jedynie eliminację wybranych osób ze środowiska polskiego w połączeniu z akcją partyzancką na szeroką skalę. Grzegorz Motyka jest zdania, że różnica między treścią tych zaleceń a rozkazem „Kłyma Sawura” może być dwojako wytłumaczona. Z jednej strony polecenie likwidacji polskiej ludności Wołynia mogło pojawić się na wymienionej konferencji, ale nie w jej pisanych dokumentach. Drugą możliwością była zmiana taktyki przedyskutowana przez Klaczkiwskiego, Wasyla Iwachiwa i Iwana Łytwynczuka pod wpływem doświadczeń związanych z pierwszymi atakami na polskie wsie (np. na Paroślę I 9 lutego 1943). Zdaniem Piotra Zająca to Klaczkiwski prawdopodobnie wydał ostateczną decyzję, zaś wśród jej inicjatorów mogli być również Petro Olijnyk, Iwachiw i Łytwynczuk.
18 maja 1943 „Kłym Sawur” wydał odezwę do polskiej ludności Wołynia, w której oskarżył ją o zaognianie stosunków narodowościowych na Wołyniu, w szczególności poprzez wstępowanie do niemieckiej policji pomocniczej. W odezwie tej pisał:

Polacy! Opamiętajcie się! Powróćcie do domu. Ci, którzy dzisiaj służą i pomagają Niemcom, jeszcze mogą zawrócić [ze złej drogi], ale jutro będzie za późno

Z kolei w czerwcu tego samego roku zwrócił się w kolejnej odezwie do Ukraińców, ponownie oskarżając Polaków o czynną działalność antyukraińską, pomoc partyzantom radzieckim i współpracę z Niemcami. Twierdził również, że możliwy jest – w odpowiedzi na te działania – wybuch nowej koliszczyzny. Odezwy te wpisywały się w taktykę OUN-B mającą na celu usprawiedliwianie rzezi wołyńskiej i argumenty te były powielane w wielu publikacjach po II wojnie światowej.

### Śmierć
Zginął podczas walk z grupą operacyjną 20 Brygady Wojsk Wewnętrznych NKWD, pośmiertnie mianowany pułkownikiem. Ustalenie miejsca jego pobytu było możliwe dzięki pojmaniu 26 stycznia 1945 Jurija Stelmaszczuka ps. „Rudy”, który w 12 dni później, na śledztwie, przyznał przed sowieckim gen. Strokaczem, iż 30 listopada roku poprzedniego widział się z Klaczkiwskim. Stwierdził również, że „Kłym Sawur” unika ukrywania się w schronach, zamiast tego nocując na sprawdzonych kwaterach, zaś w ciągu dnia poruszając się po lasach w otoczeniu 2-3 ludzi tworzących eskortę. Ponadto w odległości ok. kilometra dodatkową funkcję osłonową pełnił Oddział Specjalnego Przeznaczenia pod dowództwem Wasyla Pawłoniuka ps. „Uzbek”. Od jesieni roku 1944 stałym miejscem przebywania Klaczkiwskiego miał być chutor Orżew w rejonie klewańskim obwodu rówieńskiego.
W związku z uzyskanymi informacjami NKWD opracowało plan „operacji klewańsko-orżowskiej”, której celem miała być likwidacja Klaczkiwskiego. Rozpoczęto ją 10 lutego 1945 rozbiciem oddziału „Uzbeka”, w którym jednak nie odnaleziono poszukiwanego. Dwa dni później żołnierze 233 batalionu 20 Brygady WW NKWD pod dowództwem starszego lejtnanta Chabibulina przeczesywali lasy w okolicach Suska. Wykryli w nim ognisko, a następnie trzech poruszających się w kierunku północnym partyzantów. Dwóch z nich osłaniało odwrót ostatniego, „Kłyma Sawura”. Po zastrzeleniu dwóch pierwszych Klaczkiwski otworzył ogień w kierunku tropiącego go oddziału i również został zastrzelony. Jego tożsamość potwierdził w więzieniu w Równem Jurij Stelmaszczuk. Miejsce pochówku „Kłyma Sawura” jest nieustalone. Grzegorz Motyka przypuszcza jedynie, że jego ciało mogło zostać zamurowane w ścianie więzienia w Równem.

## Upamiętnienia

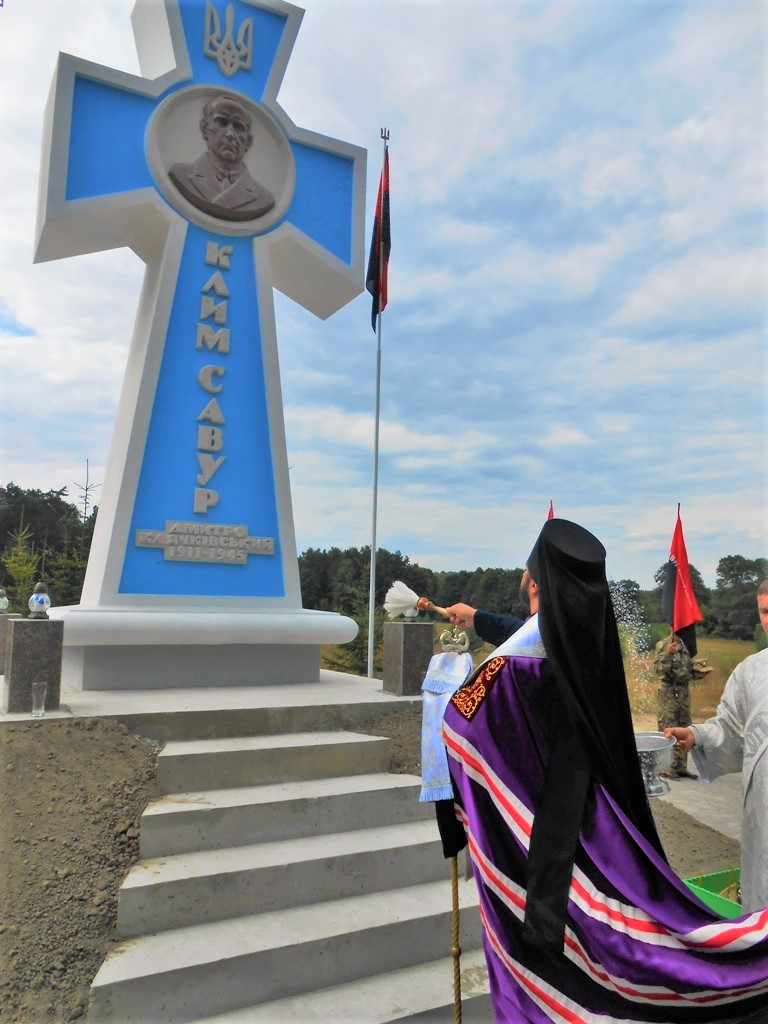
Pamiątkowy krzyż poświęcony Klaczkiwskiemu w pobliżu Orżewa

W 1995 ukraińskie władze samorządowe ufundowały Dmytrowi Klaczkiwskiemu pomnik w Zbarażu. W 2002 roku jego pomnik powstał również w Równem na rogu ulic Puszkina i Sobornej. Jego imieniem nazwano również wiele ulic w miastach zachodniej Ukrainy.
Tarnopolska Rada Obwodowa poświęciła rok 2011 Dmytrowi Klaczkiwskiemu, oraz Jewhenowi Konowalcowi (przewodniczącemu Organizacji Ukraińskich Nacjonalistów (OUN)).
W 2015 roku w miejscu śmierci Klaczkiwskiego został poświęcony krzyż pamiątkowy.
W grudniu 2020 roku Rada Najwyższa Ukrainy przyjęła uchwałę w sprawie wydarzeń i postaci historycznych, które zostaną upamiętnione na szczeblu państwowym w 2021 roku. Wśród tych postaci znalazł się m.in. Dmytro Klaczkiwski. W uchwale został on nazwany „wojskowym i politycznym działaczem, organizatorem i pierwszym dowódcą Ukraińskiej Powstańczej Armii, kierownikiem Ukraińskiej Powstańczej Armii na Wołyniu i uczestnikiem walk o niepodległość Ukrainy w XX wieku”. Dokument ani słowem nie odnosi się do kwestii odpowiedzialności Klaczkiwskiego za ludobójstwo Polaków na Wołyniu w latach 1943–1944.